# Silvestrins
L'Orde dels Silvestrins (actualment congregació dins l'Orde de Sant Benet com a Congregació Benedictina Silvestrina) o Orde de Montefano és una congregació religiosa benedictina, nascuda com a orde monàstic que seguia la Regla de Sant Benet. Va ser fundada a Monte Fano, prop de Fabriano (Marques, Itàlia), per Sant Silvestre Guzzolini en 1231.

## Història
Silvestre Guzzolini era un canonge regular que decidí de fer vida contemplativa i es va retirar com a eremita cap al 1227. Convidat a entrar en un orde religiós, va triar l'Orde de Sant Benet, accentuant-ne el caràcter ascètic d'austeritat i solitud. Per això, va fundar una comunitat on la Regla de Sant Benet s'apliqués de manera més rigorosa i austera.

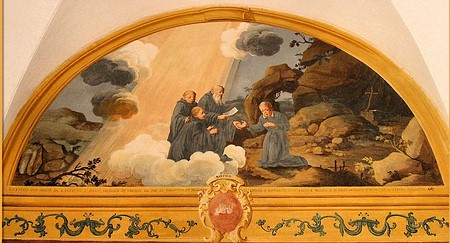
Silvestre i els seus deixebles a la grota de Grottafucile; fresc a l'ermita de Grottafucile.

El 1231 va deixar el seu retir de Grottafucile i marxà al Monte Fano, prop de Fabriano, per fer-hi el nou monestir. El 1247, Innocenci IV va aprovar l'orde, com a congregació benedictina, que va propiciar-ne la difusió. A més de la vida eremítica i de pregària, els monjos feien apostolat i predicació.
Quan Silvestre va morir, el 1267, ja hi havia onze monestirs silvestrins. La congregació va arribar a tenir 56 cases, la majoria d'elles a Úmbria, Toscana i les Marques d'Ancona, amb algunes cases importants com San Benedetto a Perugia i San Marco de Florència. En 1907, però, només en quedaven nou, amb prop de 60 monjos.
En començar el segle xx, els nous propietaris de la muntanya on hi havia Grottafucile van voler fer-hi una pedrera que comportava la destrucció del primer ermitatge de Silvestre, quedant en ruïnes.

## Activitats i difusió
A diferència d'altres branques benedictines, els silvestrins fan tasques de gestió parroquial, i activitats d'apostolat missioner, mantenint, però, la dimensió monàstica.
Avui, la congregació té cases a Itàlia, Sri Lanka (des de 1855), Índia, Austràlia (a Sidney), Estats Units, Filipines i Congo Kinshasa.